# 1505
1505 (MDV) je bilo navadno leto, ki se je po julijanskem koledarju začelo na sredo.

## Dogodki
- Objavljen Łaskijev statut, prva kodifikacija prava, objavljena v Kraljevini Poljski

## Rojstva
Neznan datum
- Šahgali, kan Kasimskega in Kazanskega kanata († 1567)

## Smrti
- 17. marec - Krištof Korvin, ogrski princ (*  1499)